# Margaret de Fiennes
Margaret de Fiennes (eigentlich Marguerite de Fiennes, verheiratet Mortimer) (* 1268; † 23. Februar 1334) war eine anglo-französische Adlige.

## Herkunft und Heirat
Margaret de Fiennes wurde als Marguerite de Fiennes als Tochter von Guillaume de Fiennes und dessen Frau Blanche de Brienne geboren. Ihr Vater war ein Adliger aus der nordfranzösischen Picardie. Sie heiratete im September 1285 Edmund Mortimer, einen Baron aus den Welsh Marches. Er war ein Cousin zweiten Grades der englischen Königin Eleonore von Kastilien. Margarets jüngere Schwester Joan de Fiennes († 1309) heiratete mit John Wake ebenfalls einen englischen Baron.

## Witwenzeit
Nach dem frühen Tod ihres Mannes 1304 zog sich Margaret als Lady Mortimer auf ihr Wittum zurück, während ihr ältester Sohn Roger 1306 das Erbe antrat. Zu ihrem Wittum, das ihr lebenslang zustand, gehörten Güter in den Welsh Marches, darunter Radnor, sowie Güter in Somerset und Buckinghamshire mit Bridgnorth Castle. Sie heiratete nicht erneut. Als ihr Sohn Roger Mortimer sich nach einer gescheiterten Rebellion gegen König Eduard II. im Januar 1322 ergeben mussten, ließ der König dessen Güter besetzen und dessen Familie verhaften. Lady Mortimer blieb in Freiheit, doch Radnor Castle und andere ihrer Güter wurden besetzt. Erst nach scharfem Protest erhielt Lady Mortimer ihre Besitzungen zurück. Mortimer konnte jedoch im August 1323 aus der Gefangenschaft entkommen und flüchtete nach Frankreich. Dort bereitete er eine Invasion Englands vor, um den König zu stürzen. Aus Furcht vor Mortimer besetzten Soldaten des Königs 1325 oder 1326 die Güter von Lady Mortimer. Sie wurde beschuldigt, mit ihrem Sohn in Kontakt zu stehen und ihn zu unterstützen. Deshalb befahl der König am 3. Januar 1326, sie nach Elstow Priory in Bedfordshire zu bringen, wo sie bis zu ihrem Tod bleiben sollte. Tatsächlich landete Mortimer im Herbst 1326 mit einer kleinen Armee in England und stürzte Eduard II., worauf Lady Mortimer ihre Güter zurückerhielt. Sie überlebte ihren Sohn, der 1330 als Verräter hingerichtet wurde, sowie ihren Enkel Edmund Mortimer, der Ende 1331 starb. Ihr Erbe wurde schließlich ihr Urenkel Roger Mortimer, 2. Earl of March.

## Nachkommen und Erbe
Mit ihrem Mann Edmund Mortimer hatte Margaret sechs Kinder, darunter:
- Isolda Mortimer, ⚭ (1) Sir Walter de Balun, ⚭ (2) Hugh Audley, 1. Baron Audley of Stratton Audley
- Roger Mortimer, 1. Earl of March
- Joan († 1362), Nonne
- Elizabeth, Nonne
- John Mortimer († 1318)
- Maud Mortimer († 1312) ⚭ Theobald de Verdon, 2. Baron Verdon